# Stigbygelmuskeln

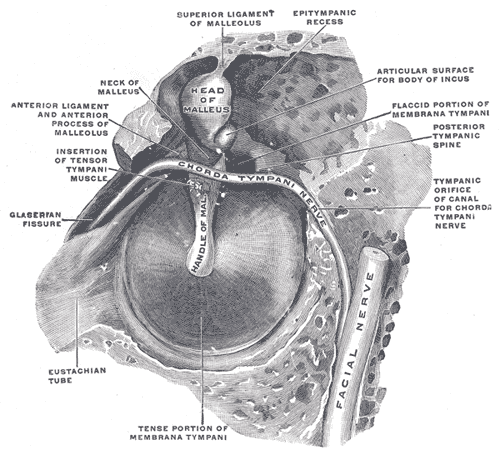
Örats struktur med stigbygeln

Stigbygelmuskeln (latin , musculus stapedius) är en av två muskler som finns i mellanörat. I mellanörat innanför trumhinnan finns också de tre hörselbenen. Trumhinnan och hörselbenen hammaren, städet och stigbygeln fungerar som en impedansomvandlare mellan de luftburna vibrationerna i  luft (ljud) och innerörats vätskefyllda system och förstärker på det sättet det ljud som kommer utifrån. Stigbygelmuskeln sitter mellan stigbygeln och städet (muskelns sena fäster på stigbygelknoppen) och har till uppgift att dämpa starka ljud till innerörat. Stigbygelmuskeln kallas också för "stapediusmuskeln". När stapediusmuskeln kontraheras dras stigbygeln bakåt och hörselbenskedjan stramas upp och rörligheten minskar. Denna reflex aktiveras vid en ljudnivå av ca 75-95 dB HL för rena toner. Reflexen skyddar främst mot ljud i basfrekvensområdet, Vid maximal kontraktion i stapediusmuskeln är dämpningen cirka 20 decibel för låga frekvenser.
Den andra muskeln i mellanörat fäster på hammarskaftet, m. tensor tympani.